# 炎明熹獲獎與提名列表
香港女歌手炎明熹於2021年參加無綫電視歌唱選秀節目《聲夢傳奇》後，同年推出首支個人單曲《真話的清高》正式於香港樂壇出道，並囊括香港四台新人獎項。2022年，炎明熹憑借中國大陸芒果TV與香港無綫電視聯合製作的音樂真人實境秀節目《聲生不息》人氣急升，更獲得《新城勁爆頒獎禮2022》「勁爆突破歌手」、《Yahoo! 搜尋人氣大獎2022》「人氣票后」。2023年，炎明熹於《廣播九十五周年十大中文金曲》奪得人生首座「十大優秀流行歌手大獎」，成為史上最年輕的優秀流行歌手大獎得主。
除音樂事業外，炎明熹亦參與不同電視劇集、綜藝節目、主唱不同電視劇集歌曲，並入圍角逐電視界別獎項。2021年，炎明熹與一眾《聲夢傳奇》學員憑合唱《聲夢傳奇》主題曲《造夢時學會飛行》奪得《萬千星輝頒獎典禮2021》「最受歡迎電視歌曲」。2022年，炎明熹憑無綫電視劇集《青春本我》於《萬千星輝頒獎典禮2022》首度入圍「最受歡迎電視女角色」、「最佳女配角」及「飛躍進步女藝員」最後五強，並憑無綫電視劇集《回歸》主題曲《一水兩方》入圍「最受歡迎電視歌曲」最後五強。

## 音樂獎項

### 2018年至2020年
| 年份   | 頒獎單位                             | 獎項             | 作品   | 結果 |
| 2018年 | 觀塘區聯校歌唱比賽 ECHOES            | 季軍             | 不適用 | 獲獎 |
| 2018年 | 瓊港青年音樂會港區選拔賽             | 少年歌唱組優異獎 | 不適用 | 獲獎 |
| 2018年 | Singing Fighter 中學大專歌唱比賽     | 中學組團體冠軍   | 不適用 | 獲獎 |
| 2018年 | 沙田超新聲歌唱大賽2018               | 少年組獨唱冠軍   | 不適用 | 獲獎 |
| 2018年 | 星格第二季季度音樂大匯演             | 全場總冠軍       | 不適用 | 獲獎 |
| 2018年 | 星格第二季季度音樂大匯演             | 最佳進步學員     | 不適用 | 獲獎 |
| 2018年 | 星格第二季季度音樂大匯演             | 獨唱組優秀大獎   | 不適用 | 獲獎 |
| 2019年 | 第71屆香港學校音樂節（英文歌曲聲樂） | 獨唱優良獎       | 不適用 | 獲獎 |
| 2019年 | 博愛好聲音青少年歌唱比賽             | 少年組亞軍       | 不適用 | 獲獎 |
| 2019年 | 星格六週年紅白歌唱大賽               | 獨唱組冠軍       | 不適用 | 獲獎 |
| 2019年 | ROCKSTAR 全港流行聲樂大賽            | 冠軍             | 不適用 | 獲獎 |
| 2019年 | 聖安當女書院結業禮 2019              | 音樂優異獎2019   | 不適用 | 獲獎 |
| 2020年 | 2020星格第一季音樂大匯演             | Elite Star 亞軍  | 不適用 | 獲獎 |
| 2020年 | 聖安當女書院結業禮 2020              | 音樂優異獎2020   | 不適用 | 獲獎 |
| 2020年 | 星格紅白歌唱大決戰總決賽             | Rap 組亞軍       | 不適用 | 獲獎 |

### 2021年至今
| 年份   | 頒獎單位                                                       | 獎項                     | 作品                                                                           | 結果  |
| 2021年 | 聲夢傳奇                                                       | 專業評選大獎             | 不適用                                                                         | 獲獎  |
| 2021年 | 聲夢傳奇                                                       | 觀眾熱選大獎             | 不適用                                                                         | 獲獎  |
| 2021年 | 聲夢傳奇                                                       | 傳奇新星（總冠軍）       | 不適用                                                                         | 獲獎  |
| 2021年 | 聖安當女書院結業禮 2021                                        | 音樂優異獎2021           | 不適用                                                                         | 獲獎  |
| 2021年 | 新城勁爆頒獎禮2021                                             | 勁爆新人                 | 不適用                                                                         | 獲獎  |
| 2022年 | 2021年度叱咤樂壇流行榜頒獎典禮                                 | 叱咤樂壇生力軍女歌手     | 不適用                                                                         | 銀獎  |
| 2022年 | Hong Kong Singer Channel 2021音樂大選                          | 我們最愛的女歌手歌曲十大 | 《真話的清高》                                                                 | 獲獎  |
| 2022年 | 加拿大至HIT中文歌曲排行榜全國總選2021                          | 至HIT推崇新女歌手        | 不適用                                                                         | 獲獎  |
| 2022年 | JOOX TOP聽推介2022第一季                                       | 樂迷最愛歌曲             | 《複雜》                                                                       | 第1位 |
| 2022年 | 新音樂榜2022原創嘉年華                                         | 年度榮譽新人獎           | 不適用                                                                         | 獲獎  |
| 2022年 | 香港金曲頒獎典禮 2021/2022                                     | 香港金曲金曲奬           | 《真話的清高》                                                                 | 獲獎  |
| 2022年 | 香港金曲頒獎典禮 2021/2022                                     | 香港金曲女新人獎         | 不適用                                                                         | 金獎  |
| 2022年 | 第七屆VIP音樂榜頒獎禮                                          | VIP熱播歌曲              | 《焰》                                                                         | 獲獎  |
| 2022年 | 第七屆VIP音樂榜頒獎禮                                          | VIP熱播新人              | 不適用                                                                         | 獲獎  |
| 2022年 | 第七屆VIP音樂榜頒獎禮                                          | VIP全年度新人大獎        | 不適用                                                                         | 獲獎  |
| 2022年 | 聖安當女書院結業禮 2022                                        | 音樂優異獎2022           | 不適用                                                                         | 獲獎  |
| 2022年 | JOOX TOP聽推介2022第三季                                       | 全球樂迷最愛歌曲         | 《焰》                                                                         | 第1位 |
| 2022年 | JOOX TOP聽推介2022第三季                                       | 全球樂迷最愛歌手         | 不適用                                                                         | 第1位 |
| 2022年 | 最強人氣品牌大獎 2022                                          | 最强人氣廣告歌演繹歌星獎 | 不適用                                                                         | 獲獎  |
| 2022年 | Yahoo! 搜尋人氣大獎2022                                        | 人氣票                   | 不適用                                                                         | 第1位 |
| 2022年 | Yahoo! 搜尋人氣大獎2022                                        | 樂壇新勢力（女歌手）     | 不適用                                                                         | 獲獎  |
| 2022年 | JOOX TOP聽推介2022第四季                                       | 歌曲排行榜全球賽         | 《焰》                                                                         | 第1位 |
| 2022年 | JOOX TOP聽推介2022第四季                                       | 藝人排行榜全球賽         | 不適用                                                                         | 第2位 |
| 2022年 | 新城勁爆頒獎禮2022                                             | 勁爆突破歌手             | 不適用                                                                         | 獲獎  |
| 2022年 | 新城勁爆頒獎禮2022                                             | 勁爆歌曲                 | 《焰》                                                                         | 獲獎  |
| 2023年 | 2022微博音乐盛典                                               | 年度新锐歌手             | 不適用                                                                         | 獲獎  |
| 2023年 | QQ音樂巔峰榜 2022                                              | 綜藝年度最佳舞台獎       | 《蜚蜚》                                                                       | 獲獎  |
| 2023年 | 加拿大A1流行榜年終總選2022                                     | 我最喜愛女歌手           | 不適用                                                                         | 銅獎  |
| 2023年 | JOOX HMOM 2023                                                 | 樂迷最愛歌曲             | 《好想約你》                                                                   | 第1位 |
| 2023年 | 廣東廣播電視台 2022年度 粵聽聲勢榜頒獎典禮                     | 我最喜愛女歌手           | 不適用                                                                         | 獲獎  |
| 2023年 | 年粵日2022年度頒獎典禮                                         | 樂迷最喜愛女歌手         | 不適用                                                                         | 獲獎  |
| 2023年 | 廣播九十五周年十大中文金曲                                     | 優秀流行歌手大獎         | 不適用                                                                         | 獲獎  |
| 2023年 | 廣播九十五周年十大中文金曲                                     | 十大中文金曲獎           | 《好想約你》                                                                   | 獲獎  |
| 2023年 | JOOX TOP HITS MONTHLY                                          | 樂迷最愛歌曲             | 《今生今世》                                                                   | 第1位 |
| 2023年 | 星格流行音樂學院十周年慶典                                     | 星格十年最傑出學員大獎   | 不適用                                                                         | 獲獎  |
| 2023年 | 第八屆VIP音樂榜頒獎禮                                          | VIP熱播歌曲獎            | 《Little Magic》                                                               | 獲獎  |
| 2023年 | 第八屆VIP音樂榜頒獎禮                                          | 全民票選歌手             | 不適用                                                                         | 獲獎  |
| 2023年 | 2023華語音樂打歌中心年度音樂報告                               | 年度百首作品             | 《回甘》                                                                       | 獲獎  |
| 2023年 | 2023華語音樂打歌中心年度音樂報告                               | 年度飛躍歌手             | 不適用                                                                         | 獲獎  |
| 2023年 | 新城勁爆頒獎禮2023                                             | 勁爆歌曲                 | 《Little Magic》                                                               | 獲獎  |
| 2023年 | 新城勁爆頒獎禮2023                                             | 勁爆女歌手               | 不適用                                                                         | 獲獎  |
| 2024年 | 2023年度叱咤樂壇流行榜頒獎典禮                                 | 專業推介叱咤十大 第十位  | 《Little Magic》                                                               | 獲獎  |
| 2024年 | 廣東廣播電視台音樂之聲粵語歌曲排行榜2023                       | 年度十大歌曲專業推介     | 《Little Magic》                                                               | 獲獎  |
| 2024年 | 騰訊音樂榜2023年度榜單之騰訊音樂由你榜                         | 年度十大JOOX熱度歌曲     | 《Crystal Clear》                                                              | 獲獎  |
| 2024年 | 騰訊音樂榜2023年度榜單之騰訊音樂浪潮榜                         | 最年輕上榜歌手           | 《回甘》、《Crystal Clear》                                                    | 獲獎  |
| 2024年 | 加拿大至HIT中文歌曲排行榜2023全國總選                          | DJ專業推崇十大歌曲       | 《Little Magic》                                                               | 獲獎  |
| 2024年 | 《GG POP MUSIC》2023年度卓越之選                               | 年度躍進歌手             | 不適用                                                                         | 銀獎  |
| 2024年 | 《GG POP MUSIC》2023年度卓越之選                               | 年度十大優秀金曲         | 《Only For Me》                                                                | 獲獎  |
| 2024年 | AM1480紐約華語廣播電台2023 M音樂雜誌華語歌曲流行榜年度音樂大賞 | 年度歌曲                 | 《Little Magic》                                                               | 獲獎  |
| 2024年 | 馬來西亞988電台 精彩聲勢排行榜 Best of the Best 2023           | 聽眾最愛TOP 20           | 《回甘》                                                                       | 獲獎  |
| 2024年 | 馬來西亞988電台 精彩聲勢排行榜 Best of the Best 2023           | DJ最愛TOP 20             | 《回甘》                                                                       | 獲獎  |
| 2024年 | 加拿大A1流行榜2023總選頒獎典禮                                 | 我最喜愛年度十大歌曲     | 《Little Magic》                                                               | 獲獎  |
| 2024年 | 馬來西亞MY電台 MY 2023 TOP 20                                  | MY DJ & 聽眾投選 TOP 20  | 《Crystal Clear》                                                              | 獲獎  |
| 2024年 | 《廣東歌站》歌站榜2023年度推薦                                 | 讀者推薦女歌手銀獎       | 《Crystal Clear》 《Little Magic》 《Only For Me》 《大開眼界》 《戀愛這命題》 | 銀獎  |
| 2024年 | 《廣東歌站》歌站榜2023年度推薦                                 | 年度推薦女歌手銅獎       | 《Crystal Clear》 《Little Magic》 《Only For Me》 《大開眼界》 《戀愛這命題》 | 銅獎  |
| 2024年 | 廣東廣播電視台 2023年度 粵聽聲勢榜頒獎典禮                     | 大灣區聲勢藝人TOP10      | 不適用                                                                         | 獲獎  |
| 2024年 | 廣東廣播電視台 2023年度 粵聽聲勢榜頒獎典禮                     | 年度最受歡迎女歌手       | 不適用                                                                         | 獲獎  |
| 2024年 | 年粵日2023年度頒獎典禮                                         | 樂迷最喜愛女歌手         | 不適用                                                                         | 獲獎  |
| 2024年 | 創意產業 創新年度大獎頒獎禮                                    | 創意產業音樂創新獎       | 不適用                                                                         | 獲獎  |
| 2024年 | 騰訊音樂榜 華語音樂青春榜2024                                  | 30佳青年歌手             | 不適用                                                                         | 獲獎  |
| 2024年 | 第45屆十大中文金曲音樂盛典                                     | 優秀流行歌手大獎         | 不適用                                                                         | 獲獎  |
| 2024年 | 新城勁爆頒獎禮2024                                             | 勁爆十大卓越歌手         | 不適用                                                                         | 獲獎  |

## 電視獎項
| 年份   | 頒獎單位             | 獎項               | 作品                                             | 結果                         |
| 2022年 | 萬千星輝頒獎典禮2021 | 最受歡迎電視歌曲   | 《造夢時學會飛行》                               | 與《聲夢傳奇》學員獲獎       |
| 2022年 | 萬千星輝頒獎典禮2021 | 最受歡迎電視歌曲   | 《奪金》                                         | 與《聲夢傳奇》導師及學員提名 |
| 2023年 | 萬千星輝頒獎典禮2022 | 最受歡迎電視歌曲   | 《一水兩方》                                     | 最後五強                     |
| 2023年 | 萬千星輝頒獎典禮2022 | 最受歡迎電視歌曲   | 《複雜》                                         | 提名                         |
| 2023年 | 萬千星輝頒獎典禮2022 | 最受歡迎電視歌曲   | 《#即影即友》                                    | 提名                         |
| 2023年 | 萬千星輝頒獎典禮2022 | 飛躍進步女藝員     | 《青春本我》、《聲生不息》                       | 最後五強                     |
| 2023年 | 萬千星輝頒獎典禮2022 | 最受歡迎電視女角色 | 《青春本我》何芊芊                               | 提名                         |
| 2023年 | 萬千星輝頒獎典禮2022 | 最佳女配角         | 《青春本我》何芊芊                               | 提名                         |
| 2024年 | 萬千星輝頒獎典禮2023 | 最佳電視歌曲       | 《Crystal Clear》                                | 獲獎                         |
| 2024年 | 萬千星輝頒獎典禮2023 | 最佳電視歌曲       | 《戀愛這命題》                                   | 最後十強                     |
| 2024年 | 萬千星輝頒獎典禮2023 | 飛躍進步女藝員     | 《J Music》、《他和她的喵店長》、 《唱遊大灣區》 | 最後十強                     |
| 2024年 | 萬千星輝頒獎典禮2023 | 最具潛質新人       | 不適用                                           | 獲獎                         |

## 其他獎項
| 年份   | 頒獎單位                                          | 獎項                             | 結果 |
| 2021年 | Yahoo! 全年搜尋人氣榜2021                         | 十大熱搜娛樂圈風雲人物（第六位） | 獲獎 |
| 2021年 | Google 年度热搜榜2021                             | 熱搜娛樂名人（第八位）           | 獲獎 |
| 2022年 | Cloudbreakr 第一屆《香港社交媒體風雲榜》頒獎禮    | 十大「2021香港社交媒體網民最愛」 | 獲獎 |
| 2022年 | 聖安當女書院獎學金頒授 2022                       | 傳承夢想獎學金                   | 獲獎 |
| 2022年 | 聲生不息·港樂季                                   | 薪火傳承獎（楊千嬅傳承）         | 獲獎 |
| 2022年 | 聲生不息·港樂季                                   | 榮耀戰隊（千嬅隊）               | 獲獎 |
| 2022年 | TC Candler 2022                                   | 全球百大俊男美女                 | 提名 |
| 2022年 | Yahoo! 全年搜尋人氣榜2022                         | 十大熱搜娛樂圈人物（第三位）     | 獲獎 |
| 2023年 | 香港傑出少年選舉2023                              | 香港傑出少年                     | 獲獎 |
| 2023年 | 香港高等教育協會、 《亞洲週刊》三十五週年頒獎典禮 | 全球華人傑出學生大獎 - 千里獎    | 獲獎 |
| 2023年 | Yahoo! 全年搜尋人氣榜2023                         | 十大熱搜娛樂圈風雲人物（第二位） | 獲獎 |
| 2024年 | Cloudbreakr 第三屆《香港社交媒體風雲榜》頒獎禮    | 十大「2023香港社交媒體網民最愛」 | 獲獎 |

## 出席典禮
- 2021年7月19日，炎明熹於《聲夢傳奇》奪得「專業評選大獎」、「觀眾熱選大獎」及總冠軍「傳奇新星」，成為三料冠軍。
- 2022年1月1日，炎明熹於亞洲國際博覽館出席《2021年度叱咤樂壇流行榜頒獎典禮》
- 2022年7月24日，炎明熹於將軍澳電視廣播城出席《香港金曲頒獎典禮 2021/2022》
- 2024年1月1日，炎明熹於亞洲國際博覽館出席《2023年度叱咤樂壇流行榜頒獎典禮》

## 備註
1. ↑  為2021年度十大中文金曲頒獎音樂會及勁歌金曲頒獎典禮